# Noachis Terra
Noachis Terra ist eine ausgedehnte, verkraterte Hochlandregion auf dem Planeten Mars. Ihr Zentrum liegt bei 45° Süd und 10° Ost. Die Region erstreckt sich über etwa 4800 Kilometer zwischen den riesigen Einschlagbecken Argyre Planitia im Westen und Hellas Planitia im Osten. Benannt wurde sie 1979 nach Noach, dem biblischen Erbauer der Arche.
Noachis Terra gehört zu den geologisch ältesten Formationen des Mars und wurde vor 3,8 bis 3,5 Milliarden Jahren, während der nach ihr benannten Noachischen Periode, gebildet. Zu diesem Zeitpunkt war die Oberfläche des Planeten noch einem heftigen Bombardement von Asteroiden und Kometen ausgesetzt.
Die gesamte Region ist mit Impaktkratern übersät. Die größten (Greene, Darwin, Lohse, Kaiser, Proctor) haben Durchmesser zwischen 100 und 200 Kilometer.